# Universal Madness – Live in Los Angeles 1998
Universal Madness – Live in Los Angeles 1998 – drugi oficjalny album koncertowy brytyjskiej grupy ska - pop rockowej Madness. Jest to rejestracja koncertu który odbył się 26 kwietnia 1998 roku w  Universal Amphitheater w Los Angeles, podczas pierwszego tournée zespołu w USA od 1984 roku. Na rynku ukazał się 2 marca 1999 roku nakładem wytwórni Golden Voice Records.

## Lista utworów
1. "One Step Beyond" - 3:25
2. "Embarrassment" - 3:14
3. "The Prince" - 3:28
4. "The Sun and the Rain" - 3:52
5. "My Girl" - 2:51
6. "Shut Up" - 3:21
7. "Baggy Trousers" - 2:37
8. "It Must Be Love" - 3:39
9. "Bed & Breakfast Man" - 2:21
10. "Our House" - 3:52
11. "Swan Lake" - 3:27
12. "Night Boat to Cairo" - 4:02
13. "Madness" - 3:39

## Muzycy
- Graham McPherson (Suggs) – śpiew
- Mike Barson (Monsieur Barso) – instrumenty klawiszowe
- Chris Foreman (Chrissie Boy) – gitara
- Mark Bedford (Bedders) – gitara basowa
- Lee Thompson (Kix) – saksofon
- Dan Woodgate (Woody) – perkusja, instrumenty perkusyjne
- Cathal Smyth (Chas Smash) – trąbka, śpiew